# Szabados János (festő)
Szabados János (Kaposvár, 1937. február 28. – 2021. augusztus 28.) festő.

## Életútja
A Magyar Iparművészeti Főiskola hallgatója volt 1957-től, ahol 1962-ben diplomázott, mesterei Miháltz Pál és Z. Gács György voltak. Megfordult számos kelet- és nyugat-európai országban, dolgozott Magyarország több művésztelepén és jugoszláviai művésztelepeken is egyaránt. 1962-től állította ki képeit. Muráliákat is tervezett. 1973-tól 1989-ig a fonyódi Alkotóházat vezette.

## Magánélete
1963-ban feleségül vette Weeber Klára szobrászt. Gyermekeik János (1967) és Anna (1977), akik a Magyar Iparművészeti Egyetemen végeztek.

## Díjak, elismerések
- 1966: Stúdió grafikai pályázat, III. díj;
- 1967-70: Derkovits-ösztöndíj;
- 1967: Medgyessy-plakett;
- 1970: Vaszary-díj;
- 1971: Rippl-Rónai-díj;
- 1980: Munkácsy-díj;
- 1977, 1997: Somogy megye művészeti díja.

## Egyéni kiállítások
- 1963 • Képcsarnok, Kaposvár
- 1964 • Mednyánszky Terem, Budapest
- 1972 • Vaszary Terem, Kaposvár
- 1974 • Szanatórium, Mosdós
- 1975 • MEZŐGÉP V., Mernye
- 1976 • DÉLVIÉP V., Kaposvár • Művelődési Központ, Nagyatád
- 1977 • Műcsarnok, Budapest • Somogyi Képtár, Kaposvár
- 1980 • Művelődési Ház, Lábod
- 1981 • Művelődési Központ Nagyatád • Grožnjan (YU) • Kék kápolna, Boglárlelle
- 1982 • Dráva Múzeum, Barcs • Városi Múzeum, Marcali • Városi Ifjúsági és Művelődési Központ, Kaposvár
- 1984 • Fészek Klub, Budapest • Művelődési Ház, Komló
- 1985 • Szőnyi Terem, Miskolc • Egyetemi Galéria, Debrecen
- 1986 • Művelődési Ház, Tab
- 1987 • Agrártudományi Egyetem, Gödöllő • Művelődési Ház, Nyíregyháza • Nyári Galéria, Fonyód • Országos Kereskedelmi és Hitelbank Rt., Kaposvár
- 1988 • Kápolna, Sitke • Művelődési Központ, Nagyatád
- 1990 • Salzburg • Általános Iskola, Öreglak
- 1993 • Rippl-Rónai József Múzeum, Kaposvár
- 1994 • Szín-Folt Galéria, Kaposvár
- 1995 • Műhelygaléria, Pécs
- 1997 • Kaposfüredi Galéria, Kaposfüred • Képcsarnok, Veszprém • Vaszary Képtár, Kaposvár • Művelődési Ház, Mohács • Városi Múzeum, Csurgó • Művelődési Központ, Nagyatád.

## Válogatott csoportos kiállítások
- 1960 • Őszi Tárlat, Rippl-Rónai József Múzeum, Kaposvár
- 1962-64 • Somogyi képzőművészek kiállítása, Rippl-Rónai József Múzeum, Kaposvár
- 1966 • Fiatal Képzőművészek Stúdiója Grafikai pályázati kiállítás, Mednyánszky Terem, Budapest • Dél-dunántúli Területi Szervezet kiállítása, Osijek (YU)
- 1967 • Siklósi Művésztelep kiállítása, Vár, Siklós • Nyári Tárlat, Debrecen
- 1967, 1969, 1971 • Tavaszi Tárlat, Rippl-Rónai József Múzeum, Kaposvár
- 1968 • Pécsi és kaposvári grafika, Rippl-Rónai József Múzeum, Kaposvár
- 1974 • Somogyi képzőművészek kiállítása, Gdański Múzeum, Bjelovar • Vaszary Terem, Kaposvár
- 1975 • Budapest Festménypályázat, Csontváry Terem, Budapest • I. Képzőművészeti Triennálé, Szolnoki Galéria, Szolnok • A népművészet szellemében, Katona József Múzeum, Kecskemét • Kopernicus Centrum, Olstyn (PL) • Felszabadulási Tárlat, Somogyi Képtár, Kaposvár
- 1977 • Kaposvár 1945-1977, Vaszary Terem, Kaposvár
- 1979 • Magyar festészet, Prága
- 1981 • Bartók-pályázat, Pécsi Galéria, Pécs • Somogyi Képtár, Kaposvár • Szekszárd • Nagykanizsa • Zalaegerszeg
- 1982 • Országos Képzőművészeti kiállítás, Műcsarnok, Budapest • I. Országos Rajzbiennálé, Nógrádi Sándor Múzeum, Salgótarján • Vallomások Kaposvárról, vallomások Kodályról…, Somogyi Képtár, Kaposvár
- 1983 • Midiatúra, Csontváry Terem, Budapest • Mai magyar festők, Párizs
- 1984 • Dél-dunántúli képzőművészek kiállítása, Kunst im Agra Park Halle, Leipzig • Dél-balatoni képzőművészek szellemében, Tóparti Galéria, Boglárlelle
- 1985 • A népművészet szellemében, Katona József Múzeum, Kecskemét
- 1987 • Dunántúli Tárlatok, Somogyi Képtár, Kaposvár
- 1989 • Intergraf Nemzetközi Grafikai Biennálé
- 1991 • A kaposvári Iparművészeti Szakközépiskola tanárainak kiállítása, Rippl-Rónai József Múzeum, Kaposvár • Somogyi Műhelyek, Rippl-Rónai József Múzeum, Kaposvár
- 1994 • Tavaszi Tárlat, Rippl-Rónai József Múzeum, Kaposvár.